# 大阪府道40号岸和田牛滝山貝塚線
大阪府道40号岸和田牛滝山貝塚線（おおさかふどう40ごう きしわだうしたきやまかいづかせん）は、大阪府岸和田市および貝塚市を東西に通る府道（主要地方道）である。

## 概要
法定路線名からすると、岸和田市北西部の岸和田市街から同市南部の牛滝山を経由して貝塚市北中部の貝塚市街へ至る環状道路として計画されたものと考えられるが、実際には岸和田市の山間部に不通区間（下記参照）が存在する。そのため、岸和田市域では牛滝川流域の山直谷を通る東西幹線、貝塚市域では近木川流域の木島谷を通る東西幹線といった位置づけになっている。
また、両市域とも片側2車線の新道は、中心市街ではなく阪和自動車道および阪神高速4号湾岸線の出入口を指向するようになっている。特に岸和田市域では和泉市境付近に阪和道岸和田和泉ICが位置することもあり、湾岸線側は岸和田市街に近接する岸和田南出入口ではなく岸和田北出入口へと向き、平野部の経路は旧道と大きく異なっている。
かつては府道40号だった岸和田市小松里町（こまつりちょう）から同市積川町（つがわちょう）までの区間は、現在は府道の指定が解除され、「岸和田市道久米田山滝線（くめだ-やまたきせん）」として同市の管理の下に置かれている。また、水間鉄道と並行して走っている貝塚市木積（こつみ）から同市鳥羽までの旧道区間についても、2006年（平成18年）4月に貝塚市木積地内の区間が「貝塚市道木積農協前線（こつみのうきょうまえせん）」、同市清児（せちご）から水間観音前までの区間が「貝塚市道清児水間線（せちご-みずません）」として同市の認定道路となった。
残る旧道区間（同市麻生中（あそなか）・同市鳥羽 間）も、2007年（平成19年）4月に府道の指定が解除され、府道238号（貝塚停車場線）の全線と併せて、貝塚市に移管され、貝塚港旧防潮堤前（府道29号交点付近）を起点として府道40号との合流地点に至る道路「貝塚市道西町海塚麻生中線（にしちょう-うみづか-あそなかせん）」となった。

### 路線データ
- 起点：大阪府岸和田市磯上町（木材町交差点、大阪府道29号大阪臨海線交点）
- 終点：大阪府貝塚市脇浜（脇浜西交差点、大阪府道29号大阪臨海線交点）

## 歴史
- 1993年（平成5年）5月11日 - 建設省から、府道岸和田牛滝山貝塚線が岸和田牛滝山貝塚線として主要地方道に指定される[1]。

## 路線状況

### 未供用区間
- 岸和田市大沢町（牛滝温泉付近） - 同市塔原町（大阪府道39号岸和田港塔原線交点）
「岸和田市道牛滝林道」で和泉葛城山頂へ向かう途中で大阪府道39号岸和田港塔原線との直通区間である「岸和田市道本谷林道」と接続している。

### 交通規制
ローリング族対策のため、山間部区間では以下のような交通規制が実施されている。

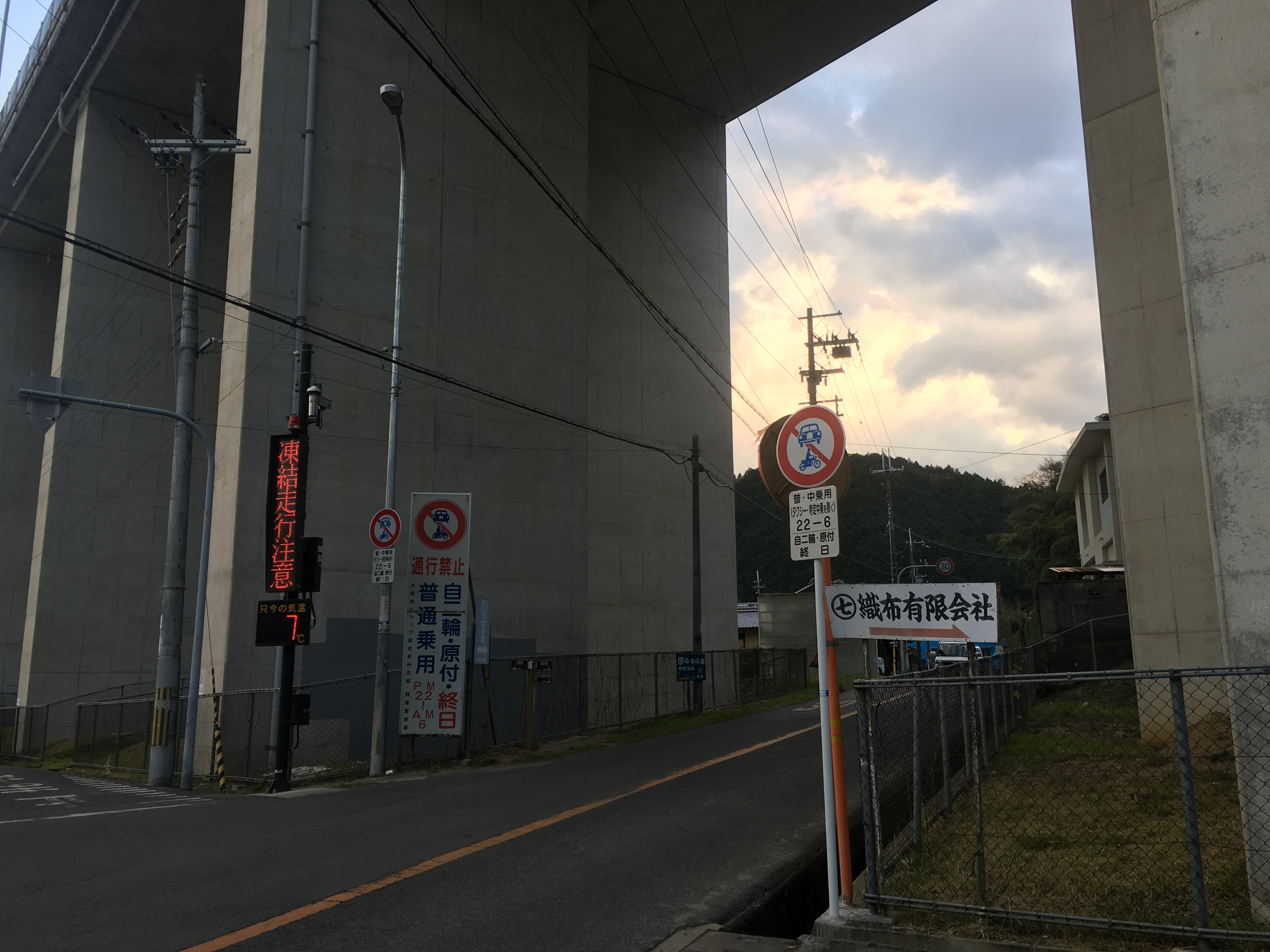
ローリング族対策の交通規制区間終点。直上の高架道路は阪和自動車道。（大阪府貝塚市木積）

- 区間：大阪府貝塚市蕎原（そぶら）98番地先（大阪府立少年自然の家方面へ分岐する交差点）を起点として同市木積148番地の3先（阪和自動車道高架下）に至る3.90 kmの区間
- 規制内容：
  - タクシーおよび特定中型乗用自動車をのぞく普通・中型乗用自動車：午後10時から翌日午前6時まで通行禁止
  - 自動二輪車および原動機付自転車：終日通行禁止

### 通称
- （都市計画道路）磯上山直線（いそのかみ-やまだいせん）
- 牛滝街道
- 水間街道
- （都市計画道路）貝塚中央線

## 地理

### 通過する自治体
- 岸和田市
- 貝塚市

### 交差する道路
岸和田市

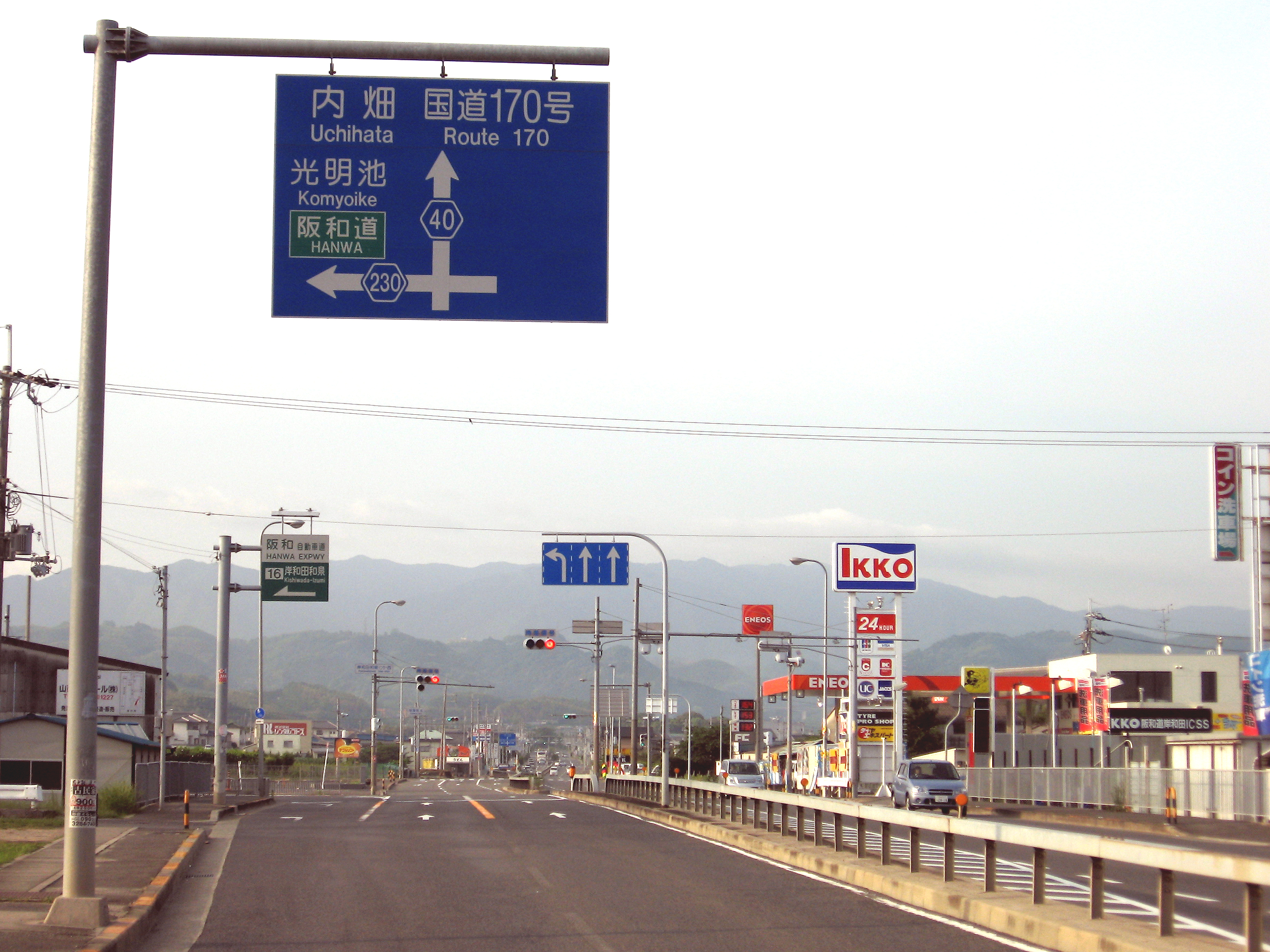
大阪府道40号岸和田牛滝山貝塚線
（大阪府岸和田市内）

- 大阪府道29号大阪臨海線（岸和田市磯上町・木材町交差点、起点）
- 大阪府道204号堺阪南線（岸和田市磯上町・磯上南交差点）
- 大阪府道227号和気岸和田線（岸和田市中井町）
- 国道26号（岸和田市中井町・中井町交差点）
- 大阪府道227号和気岸和田線（岸和田市箕土路町）
- 大阪府道30号大阪和泉泉南線（岸和田市西大路町・西大路町南交差点）
- 大阪府道229号田治米忠岡線（岸和田市東大路町・東大路町交差点）
- 大阪府道30号大阪和泉泉南線（岸和田市今木町・今木町交差点）
- 大阪府道223号三林岡山線（岸和田市三田町・城東小学校西交差点）
- 大阪府道223号三林岡山線（岸和田市三田町・フタツ池交差点）
- 大阪府道230号春木岸和田線（岸和田市稲葉町・岸和田和泉インター西交差点）
- 阪和自動車道 岸和田和泉IC
- 大阪府道230号春木岸和田線（岸和田市稲葉町・稲葉町東交差点）
- 国道170号（岸和田市内畑町・積川神社南交差点）
- 国道170号（岸和田市内畑町・内畑町交差点）
大沢町牛滝温泉付近 【北緯34度22分23.3秒 東経135度26分53.4秒 / 北緯34.373139度 東経135.448167度】から府道39号交点まで未供用区間
- 大阪府道39号岸和田港塔原線（岸和田市塔原町）
- 岸和田市道牛滝林道（牛滝温泉付近/至 紀の川市（和泉葛城山頂経由））

貝塚市
- 阪和自動車道 貝塚IC（木積南交差点）
- 国道170号（貝塚市木積・木積交差点）
- 国道170号（貝塚市三ツ松・善兵衛ランド前交差点）
- 大阪府道30号大阪和泉泉南線（貝塚市石才・積善橋北交差点）
- 国道26号（貝塚市畠中・畠中2丁目交差点）
- 大阪府道204号堺阪南線（貝塚市脇浜・脇浜1丁目交差点）
- 大阪府道29号大阪臨海線（貝塚市脇浜・脇浜西交点、終点）

### 沿線にある施設など
- 岸和田市木材コンビナート（岸和田市）
- 岸和田競輪場（岸和田市）
- 牛滝温泉（岸和田市）
- 久米田寺（岸和田市）
- 南海泉北線 和泉中央駅（和泉市）
- トリヴェール和泉（和泉市）
- 松尾寺（和泉市）
- 阪和自動車道 岸和田和泉インターチェンジ（和泉市）
- テクノステージ和泉（和泉市）
- 大阪府立少年自然の家（貝塚市）
- 農業庭園 たわわ（貝塚市）
- ほの字の里（貝塚市）
- 奥水間温泉（貝塚市）
- 奥水間アスレチックスポーツ（貝塚市）
- 和泉葛城山 展望台（和歌山県紀の川市）
- 水間観音・水間寺（貝塚市）
- 大阪河﨑リハビリテーション大学（貝塚市）
- 貝塚市立善兵衛ランド（江戸時代の科学者・岩橋善兵衛にちなんで名づけられた天体観測施設）（貝塚市）
- 二色の浜パークタウン（貝塚市）